# Towa Arakawa
Towa Arakawa (japanisch 荒川 永遠 Arakawa Towa; * 29. August 2003 in der Präfektur Osaka) ist ein japanischer Fußballspieler.

## Karriere
Towa Arakawa erlernte das Fußballspielen in der Schulmannschaft der Kokoku High School. Seinen ersten Vertrag unterschrieb er am 1. Februar 2022 bei Montedio Yamagata. Der Verein, der in der Präfektur Yamagata beheimatet ist, spielte in der zweiten japanischen Liga. Sein Pflichtspieldebüt für Montedia gab er am 1. Juni 2022 im Pokalspiel gegen Thespakusatsu Gunma. Sein Zweitligadebüt gab Towa Arakawa am 10. Juli 2022 (26. Spieltag) im Heimspiel gegen Roasso Kumamoto. Bei der 0:1-Heimniederlage wurde er in der 78. Spielminute für Shintarō Kokubu eingewechselt. Mitte Januar 2024 zog es ihn nach Brasilien. Hier schloss er sich bis Ende Juli 2024 dem Viertligisten CRA Catalano in Catalão an. Nach der Rückkehr nach Japan im Juli 2024 wurde er bis Saisonende 2024 an den Viertligisten Veertien Mie ausgeliehen. Für den Verein aus Kuwana bestritt er zehn Ligaspiele. Nach der Ausleihe wurde er von Veertien im Februar 2025 fest unter Vertrag genommen.